# Cyclone Freddy
Pour les articles homonymes, voir Freddy et Cyclone tropical Fred.
Le cyclone tropical très intense Freddy est la quatrième tempête nommée de la saison cyclonique de la région australienne 2022-23 et la sixième de la saison cyclonique 2022-2023 dans l'océan Indien sud-ouest. Le système tropical s'est développé comme une perturbation intégrée dans le creux de mousson le 5 février dans le bassin cyclonique au nord-ouest de l'Australie et s'est rapidement intensifié pour devenir un cyclone de catégorie 4 dans l'échelle australienne le 11 février avant d'entrer dans le bassin du sud-ouest de l'océan Indien. Le Joint Typhoon Warning Center (JTWC) a estimé la force maximale de Freddy à des vents soutenus pendant 1 minute de 270 km/h, équivalent à la force de catégorie 5 sur l'échelle Saffir-Simpson, et le 19 février, le Centre météorologique régional spécialisé cyclones de La Réunion l'a classé en « cyclone tropical très intense », le maximum de leur échelle.
Après être passé au Nord des Mascareignes, Freddy a touché terre près de Mananjary, Madagascar le 20 février puis s'est rapidement affaibli sur terre avant de ressortir sur le canal du Mozambique. Grâce à ce retour sur les eaux chaudes, le système est remonté à forte tempête tropicale avant de toucher la côte du Mozambique (Afrique australe) comme tempête tropicale modérée dans le district de Vilankulo, province d'Inhambane le 24 février. Par la suite, Freddy a poursuivi dans les terres donnant de fortes pluies dans les pays environnants. Devenant une dépression résiduelle dans les terres le 27 février, elle est retournée vers la canal du Mozambique et le 2 mars, Freddy est redevenue une tempête tropicale en approchant de la côte sud-ouest de Madagascar. Le 7, le système a été reclassé cyclone tropical en se dirigeant vers le nord du Mozambique. Le 11 mars, il a touché terre pour la troisième fois, et la seconde fois la côte mozambicaine, près de Quelimane, province de Zambézie. Le cyclone a ensuite interagi avec les terres et faibli pour atteindre le Malawi, où il devient un événement climatique extrême et provoque une catastrophe naturelle avec de nombreuses inondations, causant la mort de plusieurs centaines de personnes.
Freddy est l'un des quatre seuls systèmes à avoir traversé l'intégralité du Sud de l'océan Indien d'Est en Ouest, les autres étant Udah et Léon-Eline en l'an 2000 ainsi que Litanne en 1994. Il est également celui à avoir accumulé la plus grande énergie cumulative des cyclones tropicaux (ACE) et la plus longue durée de vie au monde depuis le début des annales météorologiques. Le cyclone a fait plus de 1200 morts et plus de 550 disparus tout au long de son trajet, le plus grand nombre au Malawi.

## Évolution météorologique

### Formation

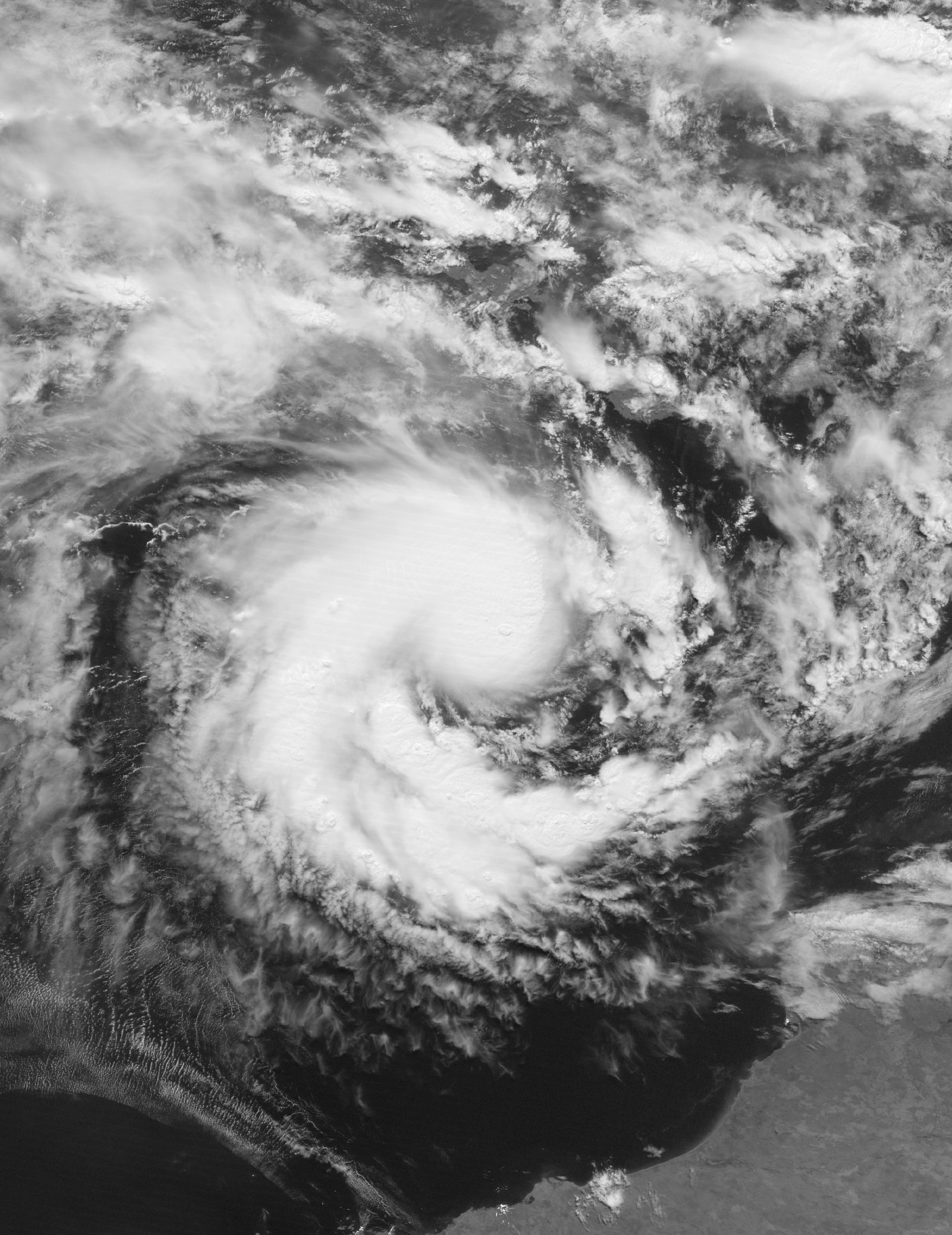
Freddy le 6 février.

Le 30 janvier, le Bureau of Meteorology australien (BoM) a commencé à surveiller une faible dépression tropicale en développement intégrée dans un creux de mousson dans la mer de Timor. Le 5 février, la BoM a signalé que la perturbation s'était développée à environ 770 km au nord-nord-ouest de Broome en Australie occidentale. Plus tard dans la journée, le Joint Typhoon Warning Center (JTWC) a émis une alerte de formation de cyclone tropical et à 9 h UTC a lancé le premier avis sur le système classé cyclone tropical 11S.
Le 7 février, le système est nommé Freddy,. S'intensifiant rapidement, il a atteint le statut de catégorie 4 dans l'échelle australienne avant de faiblir en se dirigeant vers l'ouest. Sa structure s'est progressivement désorganisée en raison d'un fort cisaillement du vent. Le 14 février à 12 h UTC, il a quitté le bassin et est entrée dans la zone de responsabilité du CMRS La Réunion comme cyclone tropical équivalent à la catégorie 2 dans l'échelle de Saffir-Simpson
,. Six heures plus tard, il est devenu un cyclone tropical intense et a continué son intensification étant dans des conditions très favorables.
À 15 h UTC le 15, le Joint Typhoon Warning Center a estimé les vents sur une minute à 250 km/h, ce qui est juste sous la catégorie 5 de l'échelle de Saffir-Simpson. En même temps, le CMRS lui assignait des vents de 115 nœuds (213 km/h) sur 10 minutes et une pression de 937 hPa, soit à la limite supérieure du niveau de cyclone tropical intense. À 18 h UTC, le JWTC a estimé que Freddy avait atteint le stade équivalent à la catégorie 5 puis un pic de vents soutenus à 270 km/h et une pression centrale de 918 hPa avant de redescendre à la catégorie 4 à 6 h UTC le 16 février,.

### Passage dans les Mascareignes et sur Madagascar

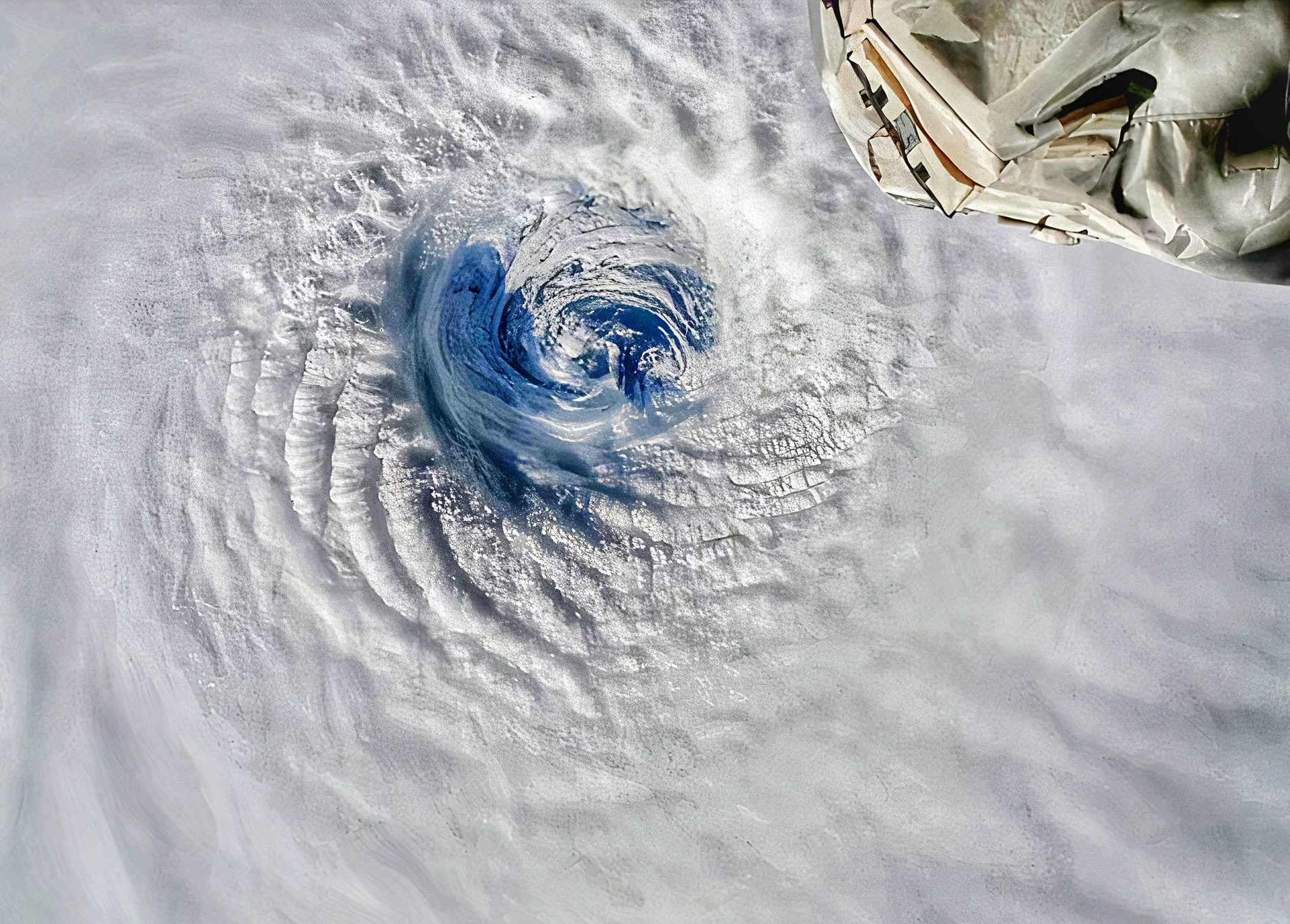
Œil de Freddy vu depuis la station spatiale internationale le 20 février.

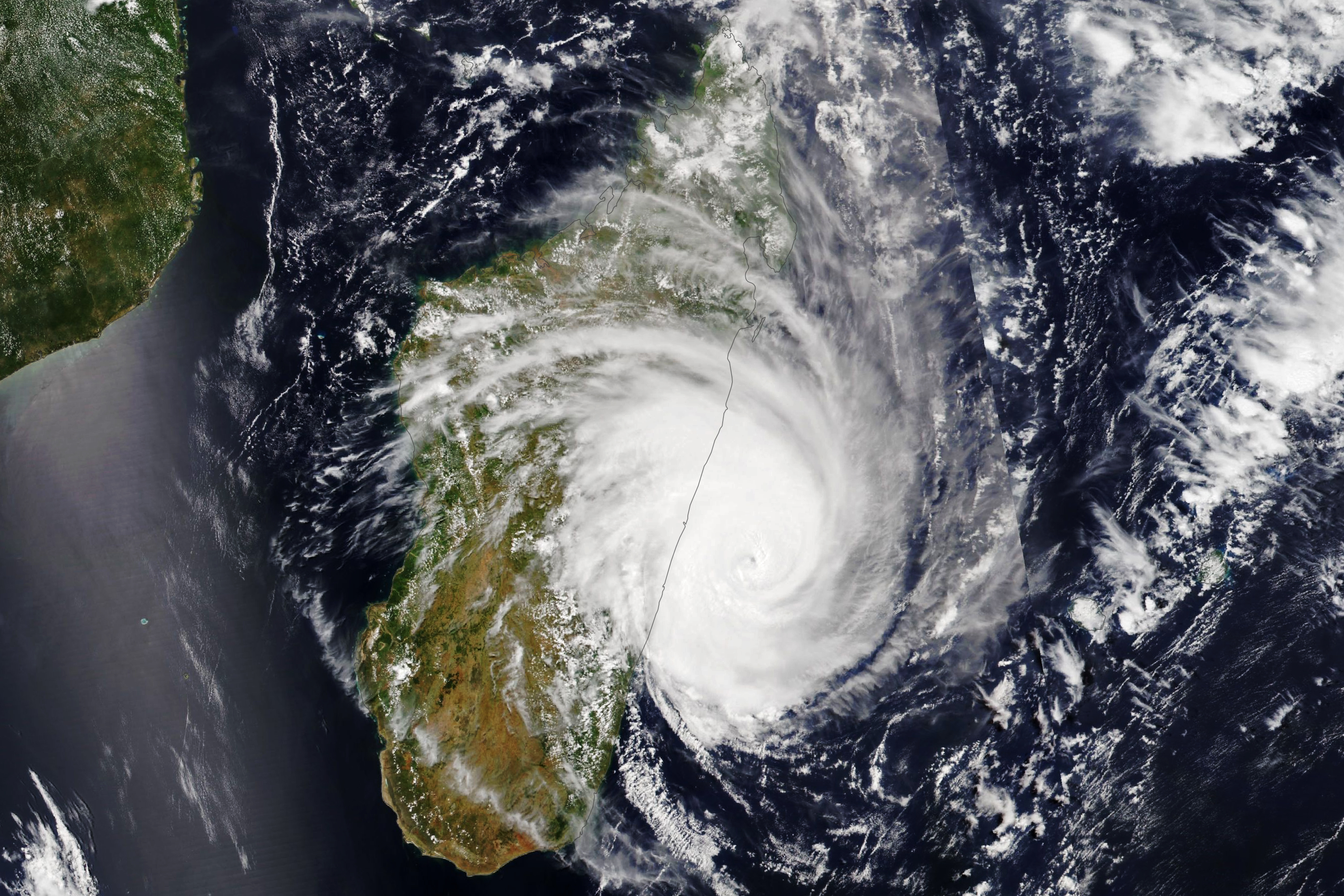
Freddy touchant Madagascar le 21 février.

À 0 h UTC le 19 février, le CMRS La Réunion a rehaussé Freddy au stade de « cyclone tropical très intense », avec des vents sur 10 minutes de 120 nœuds (222 km/h), bien au nord-est de Rodrigues. Le rehaussement a été favorisé par les eaux chaudes et le faiblissement du cisaillement des vents en altitude. À 6 h UTC, le JTWC a estimé que Freddy était équivalent à un ouragan de catégorie 5 avec des vents soutenus sur une minute de 260 km/h,. Vingt-quatre heures plus tard, Freddy s'est légèrement affaibli et est revenu au stade de cyclone tropical intense à un peu plus de 300 km au nord-est de l'île Maurice. Il est passé ensuite à environ 140 km au nord de Maurice et 180 km de La Réunion.
À 12 h UTC le 21, la configuration de l'œil Freddy se dégradait mais ses vents soutenus sur 10 minutes était toujours de 150 km/h, le déclassant à cyclone tropical, alors qu'il approchait la côte ouest de Madagascar. Le cyclone a touché la côte vers 16 h 30 UTC près de Mananjary toujours au stade de cyclone tropical, la même région frappé par le cyclone Batsirai un an plus tôt, puis s'est affaibli.

### Frappe en Afrique australe

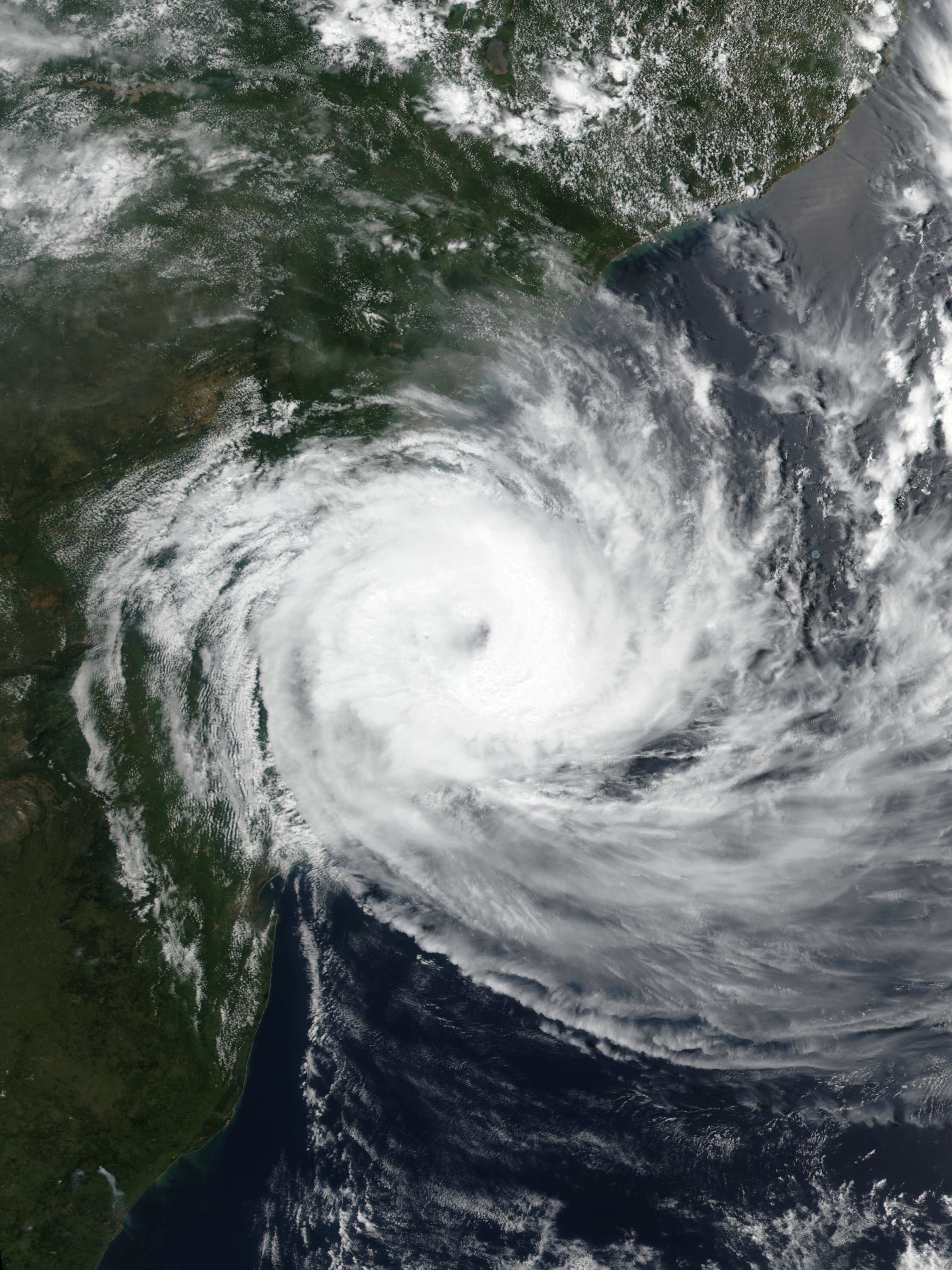
Freddy touchant le Mozambique le 24 février.

Il est ressorti sur le canal du Mozambique au sud d'Andavadoaka vers 12 h UTC le 22 février en tant qu'une zone perturbée en réorganisation. Dix-huit heures plus tard, le système est redevenu une tempête tropicale modérée au milieu du canal, puis forte à 12 h UTC le 23.
Freddy a touché la côte du Mozambique (Afrique australe) peu après 12 h UTC le 24 février au juste sud de Vilanculo, province d'Inhambane comme tempête tropicale modérée. Le système s'est ensuite rapidement affaibli en se dirigeant lentement vers l'ouest puis le nord-ouest dans les terres. À 12 h UTC le 25, le CMRS a émis son dernier bulletin spécial à propos de Freddy. Le 27, la faible dépression sur terre est entrée au Zimbabwe, continuant de donner de fortes pluies.
Le lendemain, elle a rebroussé chemin vers sa source de chaleur, le canal du Mozambique. À 12 h UTC le 1er mars, le centre de la dépression résiduelle était assez mal défini sur la côte du Mozambique au nord d'Inhambane. Le CMRS continuait à le suivre car sa sortie sur le canal coïncidait avec un affaiblissement du cisaillement vertical des vents et une divergence d'altitude pouvant mener à une reformation tropicale selon les modèles de prévision numérique du temps.

### Reformation

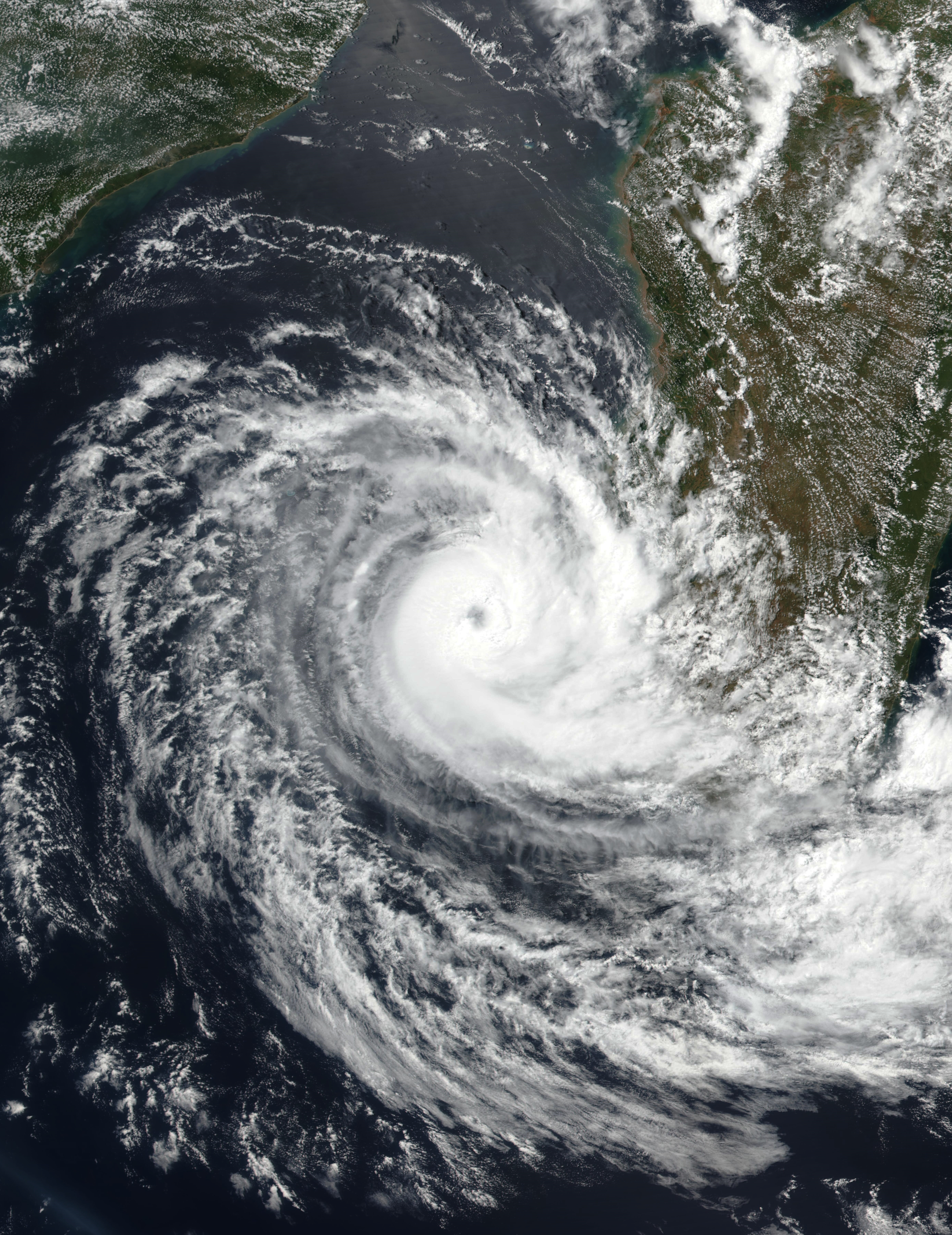
Freddy à nouveau proche de la côte de Madagascar le 7 mars.

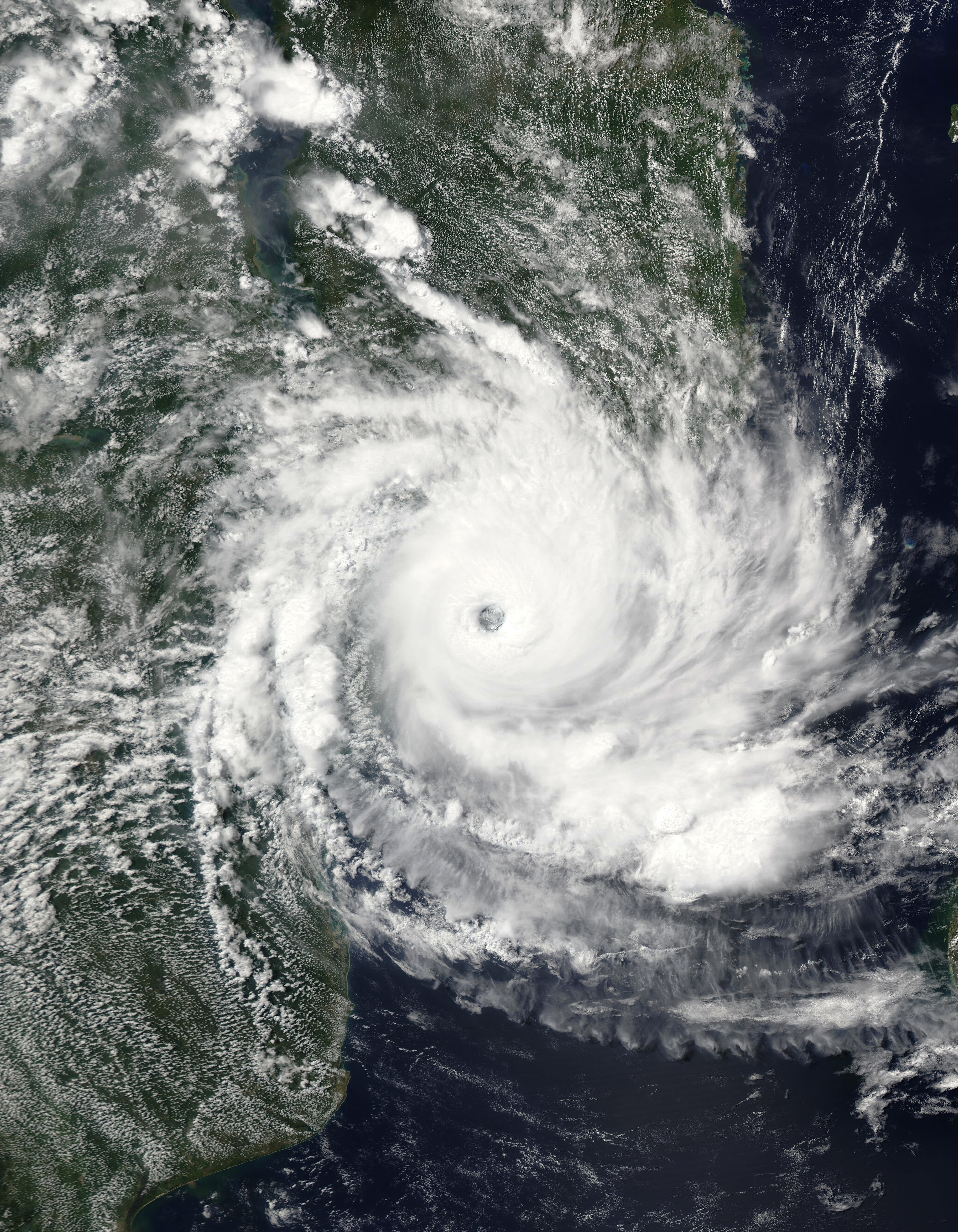
Seconde frappe de Freddy au Mozambique le 11 mars.

La perturbation tropicale Freddy est ressortie sur les eaux du canal de Mozambique la nuit du 2 mars en se dirigeant vers la côte sud-ouest de Madagascar. À 6 h UTC le 4 mars, le système est redevenu une tempête tropicale modérée en passant à proximité de l'île Europa. Freddy est passé à forte tempête tropicale à 18 h UTC le 5 mars puis s'est approché à environ 25 km de la côte malgache de Toliara, région Atsimo-Andrefana, y donnant de très fortes pluies et des vents violents.
Le 7 mars à 12 h UTC, le CMRS de La réunion a rehaussé Freddy à cyclone tropical très compact après que celui-ci ait fait une boucle au large de la côte malgache et ait repris son chemin vers le nord du Mozambique dans des conditions très favorables à son maintien. Le 8 mars à 0 h UTC, le JTWC a estimé que les vents soutenus sur une minute était de 100 nœuds (185 km/h), équivalent à la catégorie 3 dans l'échelle de Saffir-Simpson. Cependant, Freddy a perdu ensuite de son intensité à cause d'un cisaillement des vents en altitude en augmentation et est retombé à forte tempête tropicale à 18 h UTC, selon l'échelle utilisée par le CMRS La Réunion, au milieu du canal du Mozambique.
Vingt-quatre heures plus tard, le système reprenait de la vigueur et il était rehaussé à nouveau à cyclone tropical, approchant de la côte ouest de la province de Zambézie. L'affaiblissement du cisaillement des vents et la présence d'eaux plus chaudes en surface laissait penser à une intensification. Au cours de la nuit du 10 au 11 mars, Freddy a atteint la force d'un ouragan de catégorie 2 dans l'échelle de Saffir-Simpson avec des vents soutenus de 165 km/h sur une minute, mais en restant dans la catégorie de cyclone tropical pour le CMRS La Réunion avec des vents de 150 km/h sur 10 minutes, tout en affectant de plus en plus la côte mozambicaine de vents destructeurs, d'une onde de tempête importante et de fortes pluies,. Le centre de Freddy a touché la côte mozambicaine vers 17 h 15 UTC à environ 30 km à l'Est de la ville de Quelimane au stade de cyclone tropical avec des vents soutenus de 155 km/h sur 10 minutes et des rafales à 220 km/h.
Le cyclone a ensuite interagi avec les terres et faibli après cette troisième frappe pour devenir une simple dépression 24 heures plus tard, produisant de très fortes pluies sur plusieurs jours. Le 13 mars au matin, la dépression sur terre longeait la frontière sud du Malawi et pour la seconde fois le CMRS a cessé ses bulletins spéciaux à propos de Freddy à 12 h UC. Le dernier rapport rapport sur Freddy par le JTWC est daté de 18 h UTC le 14 mars après quoi les restes du système ont été considérés comme dissipés.

## Préparatifs
Le 16 février, le CMRS a commencé à alerter l'archipel des Mascareignes de l'approche de Freddy, toujours un cyclone intense de relativement faible diamètre. Le 17, La Réunion a été ajouté à la pré-alerte cyclonique jaune. Le 19, l'alerte est passée à orange. Les pêcheurs ont retiré leurs bateaux des lagunes avant que le cyclone ne s'approche et les vols de Rodrigues à Saint-Denis ont été annulés ou reportés en raison du mauvais temps,. Au Tampon, on se mobilisait pour l'arrivée du système. La compagnie d'électricité EDF de La Réunion, a mobilisé 200 de ses travailleurs et 100 d'entreprises sous-traitantes pour des réparations après la tempête ainsi que le matériel nécessaire, 50 véhicules et 4 hélicoptères. Le 20 février, le régiment du service militaire adapté de La Réunion a mobilisé 250 hommes pour les secours.
À Maurice, plus de 1 000 personnes ont cherché refuge dans des abris publics. Les procédures d'alerte de classe 3 ont entraîné l’arrêt de tous les services publics  non essentiels et tout le secteur privé ainsi que la bourse, l’une des principales d'Afrique. L’aéroport international de Maurice a aussi été fermé.
Le 17 février, la Direction générale de la météorologie de Madagascar a émis une veille de tempête pour cinq régions (Analanjirofo, Atsinanana, Fitovinany, Vatovavy et Atsimo-Atsinanana), conseillant aux habitants de prendre les précautions en vue de la frappe du cyclone. Le 19 février, la veille de tempête a été étendue à 9 autres régions et 5 districts, et transformée en avertissement de tempête pour Atsinanana, Vatovavy et Fitovinany. La Fédération internationale des Sociétés de la Croix-Rouge et du Croissant-Rouge (FICR) à Madagascar a annoncé qu'elle se préparait au cyclone. Le système mondial d'alerte et de coordination en cas de catastrophe a estimé que plus de 2,2 millions de personnes seraient touchées par l'onde de tempête et les inondations dans ce pays qui se relevait péniblement du passage de Cheneso quelques semaines plus tôt. Le Bureau National de Gestion des Risques et des Catastrophes (BNGRC) a annoncé que 7 295 personnes ont rejoint préventivement les 35 centres d’hébergement ouverts par la Croix-Rouge.
Le Mozambique, l'Afrique du Sud, le Malawi, la Zambie, le Botswana et le Zimbabwe ont aussi été placés sous haute alerte pour de fortes pluies le 18 février. Au Mozambique, le passage du cyclone a fait craindre une aggravation de la situation humanitaire en raison d'inondations précédemment subies par ce pays. Après la traversée de Freddy sur Madagascar, le gouvernement du Mozambique a décrété l’alerte rouge et mis les services de secours en alerte.
Au Zimbabwe, le gouvernement et les partenaires humanitaires ont déployé du personnel de recherche et de sauvetage, de l'équipement pour les centres d'évacuation et diffusion de messages d'alerte. Dans les zones frappées par le choléra, des équipes de préparation et d'intervention d'urgence ont été activés. Les NGO humanitaires ont pré-positionné des stocks de nourriture et d'hygiène et activé les points focaux régionaux contre les inondations dans les zones à risque.
Avec la reformation de Freddy le 2 mars, de nouveaux avertissements ont été lancés pour le sud-ouest de Madagascar. Son retour vers le nord-ouest a mené à d'autres avertissements le 8 mars pour les provinces de Zambézie et de Sofala au Mozambique ainsi que pour le Malawi.

## Conséquences
| Pays       | Morts  | Disparus | Dommages (Milliards $US) | Réf.   |
| ---------- | ------ | -------- | ------------------------ | ------ |
| Maurice    | 0      | 16       | Minimal                  |        |
| La Réunion | 0      | 0        | Minimal                  |        |
| Madagascar | 17     | 3        | N/D                      | [ 48 ] |
| Malawi     | >1 000 | 533      | N/D                      | ,      |
| Mozambique | 198    | N/D      | N/D                      | ,      |
| Zimbabwe   | 2      | 0        | N/D                      | [ 53 ] |
| Total      | >1 217 | 552      | 0,655                    | [ 1 ]  |

### Mascareignes

#### Maurice
Freddy a donné de fortes pluies sur l'île Maurice et l'aéroport international de Maurice a été fermé durant le plus fort de la tempête. Les vents à Port Louis ont atteint 104 km/h tandis qu'une rafale maximale de 154 km/h a été observée sur Signal Mountain dans la même ville. De nombreuses rues ont été inondées et balayées par des bourrasques de vent alors que la côte nord subissait des vagues importantes.
Vers 4 h locale le 20 février, un chalutier de pêche battant pavillon taïwanais, le LV Lien Sheng Fa, a cessé tout contact juste à l'extérieur des eaux territoriales de Maurice. Une alerte a été envoyée par l'Agence des pêches de Taiwan pour le navire manquant le 23 février et le MV Star Venture a trouvé le navire chaviré le 25 février à environ 400 km au nord-est de Maurice dans la zone économique exclusive. Les recherches par différents navires n'ont trouvé aucun survivant de l'équipage qui comprenait un capitaine taïwanais et 15 pêcheurs indonésiens. Les autorités de Maurice ont déployé une équipe de plongeurs pour confirmer l'identité du navire et il a trouvé que l'embarcation de sauvetage du navire avait été déployé sans trouver de survivants au 3 mars.

#### La Réunion
À La Réunion, la force des vents rapportée par le réseau de stations météorologiques de Météo-France a atteint 106 km/h à Gillot, 116 km/h à la plaine des Cafres, 134 km/h au gîte du Volcan et jusqu'à 171 km/h en altitude au Maïdo. Les pluies ont été minimales sur le littoral mais des accumulations plus importantes ont été signalées sur le relief de l'intérieur de l'île avec 182 mm au cratère Commerson et 179 mm à La Nouvelle. Finalement, sur le littoral Est et Nord, la hauteur moyenne des vagues était supérieure à 6 m et, au pic de l'événement, approchant les 10 mètres.
Les écoles et autres services publics ont été fermés pour évaluer les éventuels dégâts sur les bâtiments. La circulation sur certaines routes a été coupée par des débris. Environ 25 000 clients ont subi des coupures de courant, surtout à Saint-Denis et le sud de l’île. Les coupures ont aussi causé l’arrêt de plusieurs stations de pompage d’eau potable pour environ 500 foyers. L’aéroport Roland-Garros a été fermé durant la passage du cyclone. Environ 80 personnes sont allées dans les 55 refuges ouverts pour l'occasion. Aucun décès ou blessé n’est à déplorer.

### Madagascar
Des rafales de 180 km/h ont été enregistrées à 19 h 20 locales quand le mur de l'œil a touché terre dans la région de Vatovavy. Freddy a alors dévasté les municipalités de Mananjary et de Nosy Varika. Selon les évaluations préliminaires, les dommages liés au vent ont été limités à environ 30 à 50 kilomètres autour du point d'atterrissage, une zone comprenant de 13 à 15 municipalités et environ 115 000 habitants. Les inondations observées par UNOSAT couvrent environ 16 km2 sur les 530 km2 analysés. Cependant, les aliments que les gens consomment pendant la période de février à avril ont été endommagés. Il y a eu près de 78 000 sinistrés, près de 3 300 maisons inondées et autant endommagées,.
Le second passage de Freddy, sur le sud-ouest de l'île, a fait au moins 10 morts et trois disparus à cause des fortes pluies. Plus de 72 600 personnes ont été touchées par cet impact de la tempête, dont 24 300 personnes déplacées parmi lesquels 16 367 se sont réfugiés dans 34 site temporaires dans les régions de Menabe et Atsimo-Andrefana selon le Bureau National de Gestion des Risques et Catastrophes (BNGRC). Environ 12 400 maisons (6 000 inondées, 900 endommagées et 5 500 détruites) et 280 salles de classe (158 détruites, 67 endommagées et 55 sans toit) ont été touchées, laissant près de 28 000 élèves non scolarisés.
Le bilan au 10 mars fait état de 17 morts, dont de nombreux noyés (tel un homme de 27 ans qui s’est noyé dans le port de Mahanoro) et 3 tuées dans l’effondrement d’une maison,. Plus de 11 000 personnes ont été déplacées lors de a première traversé de l'île, la plupart mises préventivement dans des hébergements d'urgence. Au total, les autorités estiment qu'environ 299 000 personnes ont touchées par les deux frappes et quelque 72 700 personnes ont été temporairement déplacées.

### Mozambique
La nation a vu l'équivalent d'un an de précipitations en seulement 4 semaines alors que les inondations localisées étaient déjà un problème. Dans une évaluation satellite préliminaire de 24 000 km2 de terrain, il a été estimé que 900 km2 étaient inondés.
Avec la première frappe, au 10 mars, au moins 10 personnes sont mortes et 10 ont été blessées dans les provinces de Sofala et d'Inhambane alors qu'on a rapporté plus de 171 000 sinistrés au Mozambique, dont plus de 5 100 déplacés,.
Au 24 mars, le total des morts après la seconde frappe de Freddy était de 176, la majeure partie dans la province de Zambézie, selon les chiffres publiés par l'agence de gestion des catastrophes du pays. Il faut ajouter 22 morts du choléra à ce total au 28 mars. On comptait également quelque 280 blessés.

#### Première frappe
Le cyclone Freddy a touché terre dans la province d'Inhambane, provoquant de fortes pluies, des vents violents et une mer agitée,. Une grande partie de la moitié sud du pays a connu des précipitations allant de 300 à 600 mm.
Certains dommages ont été signalés, principalement en raison d'arbres tombés et de toits soufflés dans la zone où le cyclone a touché terre. Les précipitations dans le centre et le sud du Mozambique et les pays voisins s'ajoutent aux inondations déjà en cours depuis le début de février, menaçant les infrastructures routières essentielles, les cultures, les logements, les bâtiments publics comme les écoles et les établissements de santé. Jusqu'à six provinces du Mozambique ont été touchées par les inondations. Dans ce pays, les infrastructures et les services publics ont donc subi des dégâts considérables, notamment 55 centres de santé et 1 012 écoles. Plus de 30 000 maisons ont été endommagées, dont environ 1 900 détruites. Des routes traversant les provinces de Maputo, Inhambane, Gaza, Manica et Sofala ont été endommagées.

#### Seconde frappe

Freddy au large des côtes du Mozambique, le 11 mars 2023.

Freddy a touché terre pour la deuxième fois dans la province de Zambézie le 11 mars, apportant des pluies torrentielles, des inondations côtières par l'onde de tempête et des vents beaucoup plus forts par rapport à la frappe précédente. Les bassins fluviaux du Zambèze et du Tambarara rapportaient déjà des niveaux supérieurs à la moyenne avant l'événement. Il est tombé plus de 600 mm de pluie à certains endroits, notamment dans les districts de Marromeu (672 mm), Mocuba (581 mm), Milange (529 mm) et Morrumbala (491 mm), soit quatre fois les précipitations mensuelles moyennes pendant la saison des pluies

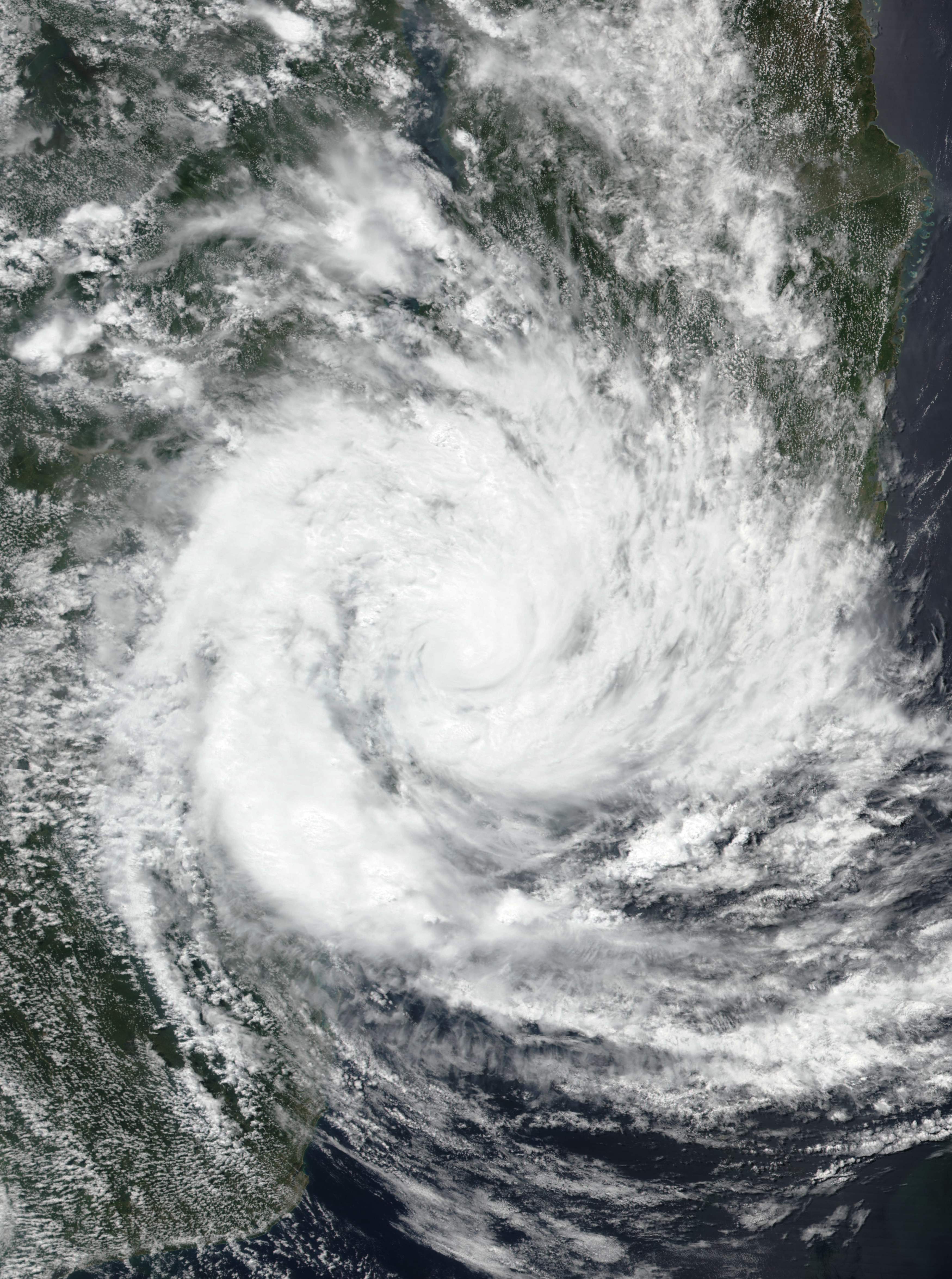
Freddy, reclassé en tempête tropicale modérée, s'affaiblissant après son retour au Mozambique le 12 mars.

Le service public d'électricité a complètement coupé l'électricité par mesure de précaution avant l'arrivée du cyclone cyclone. Les coupures de communications et l'électrique coupées ont gêné l'évaluation des dommages. La compagnie d'électricité Electricidade de Moçambique a déclaré que le courant avait été rétablie dans la plupart des zones le 11 mars en milieu d'après-midi. Les habitants ont rapporté avoir vu des toits de maisons arrachés, des fenêtres brisées et des rues inondées à Quelimane. Tous les vols ont été suspendus en raison du mauvais temps apporté par Freddy.
Au 15 mars, selon l'Institut national de gestion des risques de catastrophe (INGD), Freddy a touché un total de 253 466 personnes à travers le Zambèze. En termes de dégâts, quelque 48 134 maisons ont été partiellement ou totalement détruites tandis que quelque 191 562 ha ont été endommagés et 38 000 ha perdus. Quelque 52 formations sanitaires et 1 561 salles de classe ont été endommagées. Quelque 49 159 personnes ont été déplacées dans 139 centres d'hébergement. Plus de 650 maisons dans le district de Marromeu et plus de 3 000 dans la province de Sofala ont été touchées par les inondations. Le toit de l'ancien hôpital provincial de Quelimane a été arraché, ce qui a rendu plus difficile l'aide aux sinistrés. De nombreuses personnes se sont retrouvées sans abri et se sont réfugiées dans les écoles transformées en refuges. Selon l'Institut national de gestion des risques de catastrophe (INGD), des zones initialement jugées sûres avaient été touchées par Freddy.

### Malawi
Au Malawi, les précipitations ont été les plus importantes dans les régions du sud du pays et Freddy a aidé à aggraver une épidémie de choléra en cours dans le pays. Le cyclone devient un événement climatique extrême dans le pays et provoque une catastrophe naturelle avec de nombreuses inondations, détruisant des maisons et emportant des gens. Quelque 19 000 personnes (4 000 ménages) ont été déplacées dans les districts les plus durement touchés soit Nsanje, Chikwawa, Mulanje, Thyolo, Blantyre et Chiradzulu, tandis que les données ne sont pas encore disponibles pour les autres districts. L'accumulation de précipitations sur le sud du Malawi pourrait atteindre 400 à 500 mm en l'espace de 72 heures. Le président du Malawi Lazarus Chakwera a déclaré l'état de catastrophe dans la région sud du pays et le ministère de l'Éducation a temporairement suspendu les cours dans les 10 districts du sud.
Une grande partie des dommages subis au Malawi se sont produits dans des zones illégalement habitées, telles que des montagnes où des glissements de terrain ont détruit des maisons. La compagnie EGENCO a coupé le courant électrique dans tout le pays pour éviter d'endommager leurs génératrices. Plusieurs routes et ponts ont été coupés et de nombreuses zones ont été isolées.

Au 12 avril, il y avait au moins 1000 morts et 553 disparus à la suite de fortes pluies et de vents violents attribués au système météorologique selon le Département des affaires de gestion des catastrophes (DoDMA) du Malawi,. On comptait au moins , 841 blessés. Parmi ceux-ci, on compte 85 tuées à cause de glissements de terrain dans le canton de Cilobwe dans le district de Blantyre. De plus, au moins 345 000 personnes ont été déplacées, au moins un demi-million de personnes sont touchées par les inondations, et le pays est exposé à un risque de reprise du choléra,,.

Dégâts des inondations provoquées par le cyclone Freddy au Malawi.
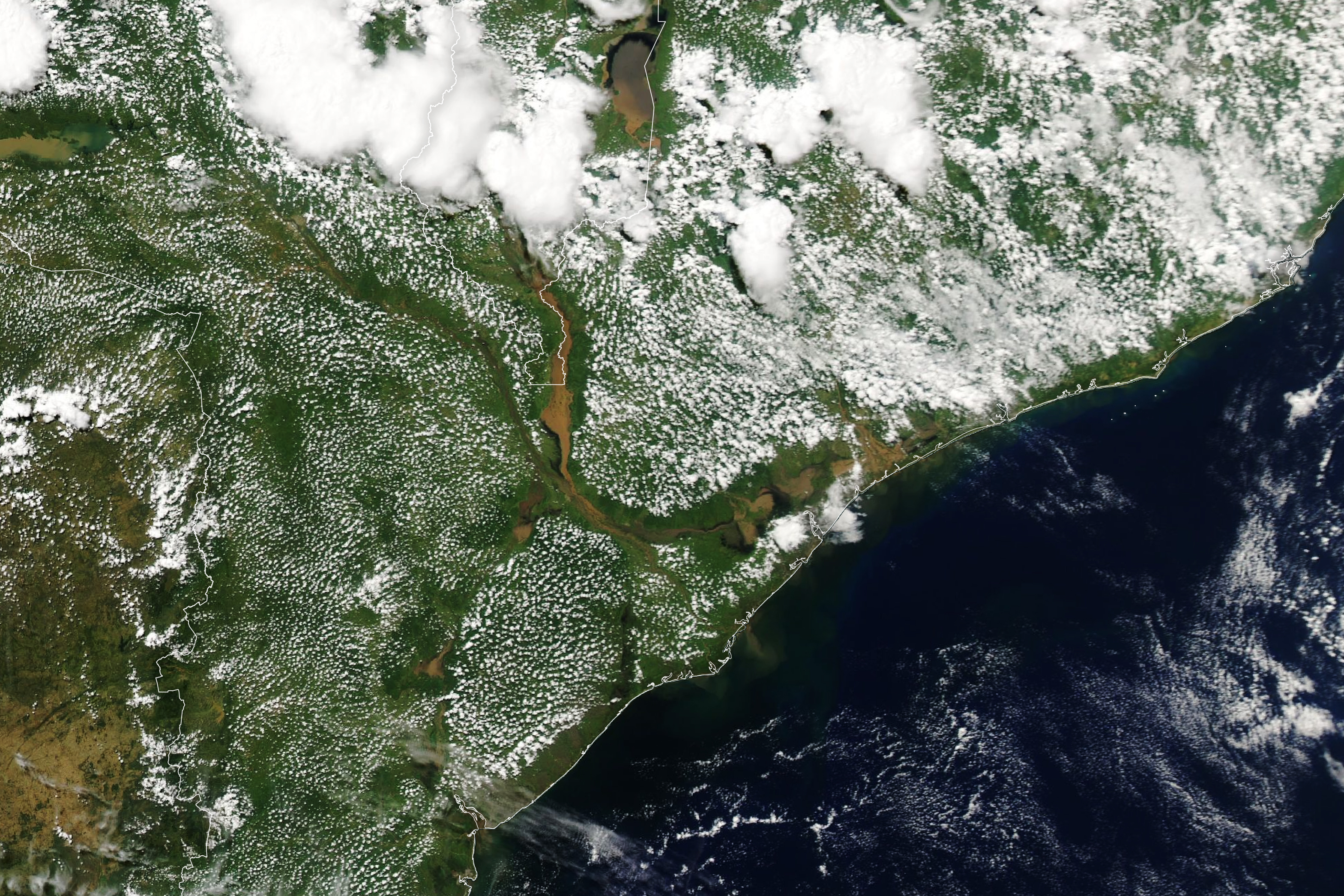
Vue satellitaire de la crue du fleuve Zambèse et du lac Malawi après le passage de Freddy.
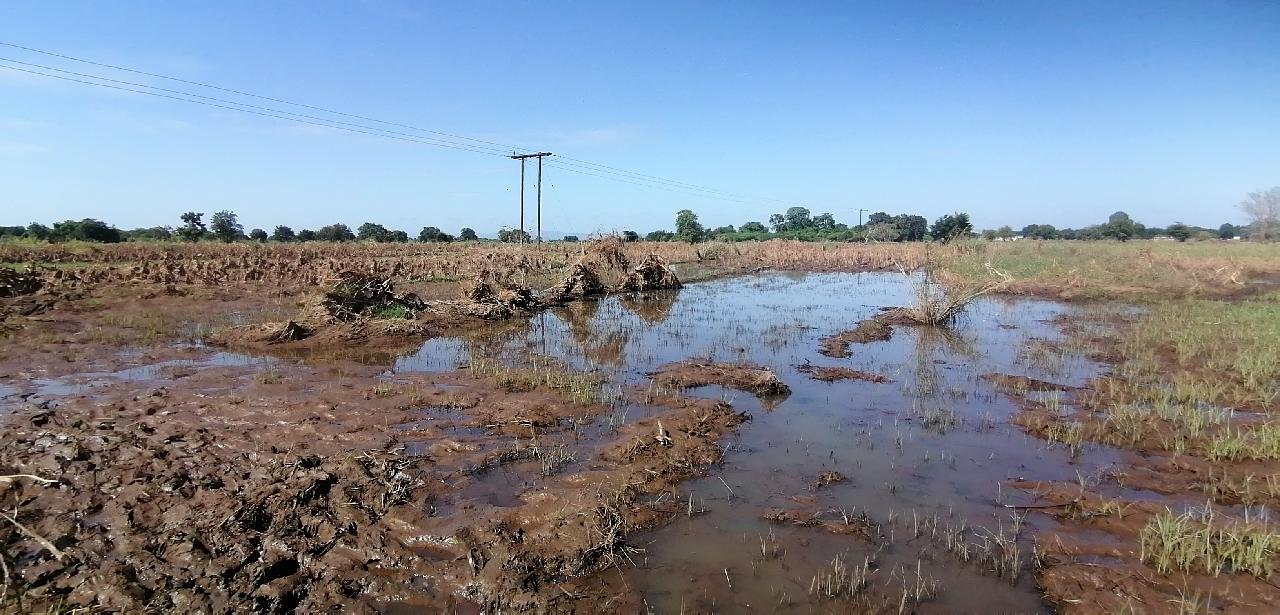
Champs de riz dévastés au Malawi.
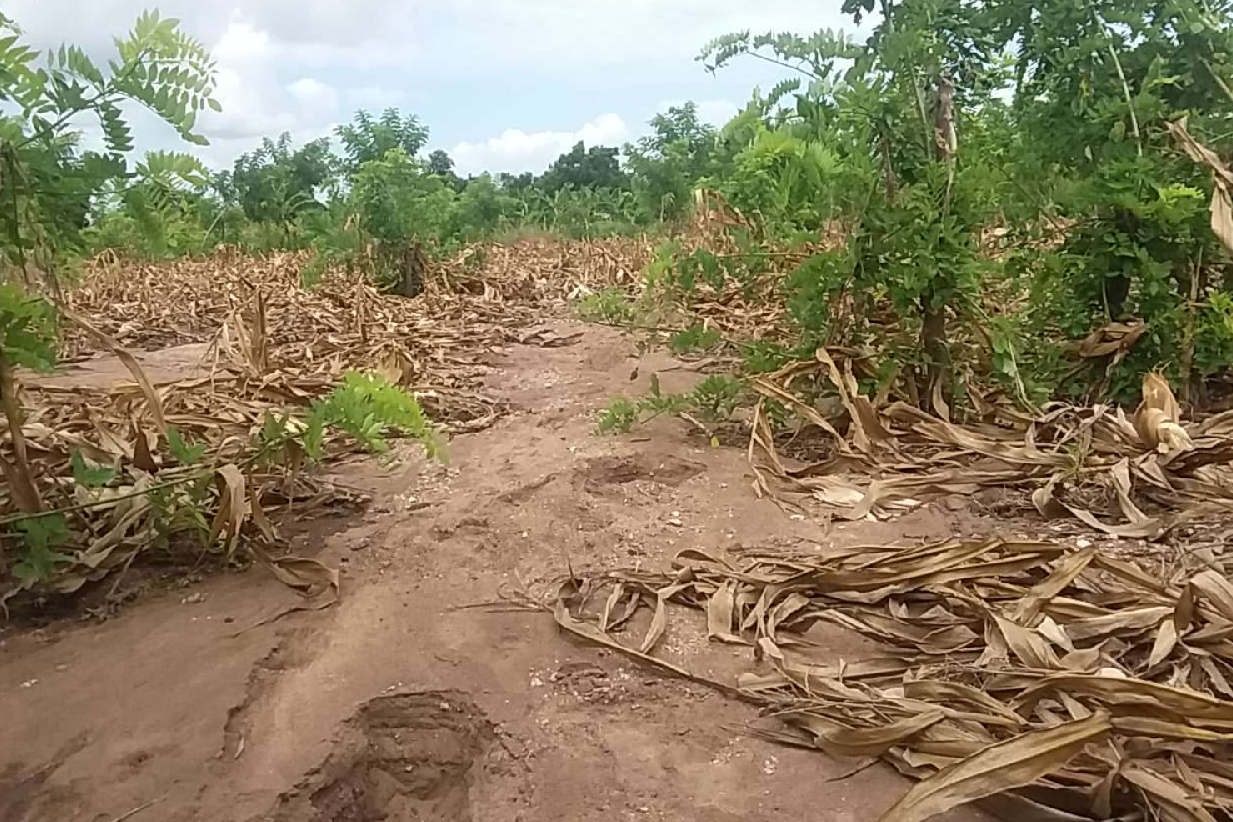
Dégâts de Freddy sur les cultures au Malawi.
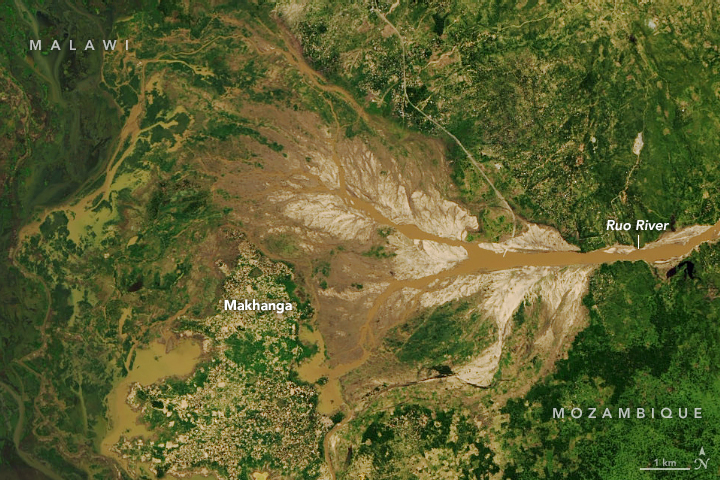
Vue de la crue du fleuve Zambèse et des dégâts, le 10 avril 2023.

### Zimbabwe
Au Zimbabwe, ce sont des accumulations de l'ordre de 200 à 400 mm qui sont tombés dans l'Est du pays avec certains totaux locaux plus élevés. Des vents forts ont arraché les toits de huit salles de classe et d'au moins cinq maisons au Zimbabwe. Les orages ont tué deux personnes dont une à Shamva le 26 février lorsque l'arbre sous lequel elle s'abritait de la pluie s'est effondré,.

### Ailleurs en Afrique australe
Des accumulations jusqu'à 250 mm ont été signalées dans certaines régions d'Afrique du Sud, d'Eswatini et de Zambie frontalières du Mozambique.

## Secours
À Madagascar, les partenaires humanitaires ont fourni nourriture, eau, fournitures scolaires et médicales ainsi que soutien psychosocial. À Mananjary, Manakara et Vohipeno plus de 25 000 repas chauds avait été servis au 22 février. Des tentes-hôpitaux ont été installées à Mananjary pour les personnes déplacées et des fournitures envoyées dans les régions de Vatovavy et Atsimo-Atsinanana. Deux cents salles de classe et kits pour les écoles ont été prépositionnés pour 30 000 enfants. Le Programme alimentaire mondial a offert des milliers de repas chauds aux personnes hébergées dans les abris et une aide financière devait être fournie à 100 000 personnes pendant 2 mois maximum et une aide alimentaire à 40 000 pendant 3 mois.
Au Mozambique, l'UNICEF a donné des fournitures de purification de l'eau, des articles médicaux, des tentes et des kits d'hygiène, entre autres, pour aider les familles et les enfants. Pour contenir une épidémie de choléra provenant du Malawi qui faisait déjà rage, une campagne de vaccination de quelque 720 000 doses a démarré le 27 février.

### Aide internationale
De nombreux pays ont alloué des articles d'aide humanitaire à l'Afrique australe après Freddy, l'accent étant mis sur la crise humanitaire au Malawi. Les articles comprenaient des fournitures d'hygiène, des rations alimentaires et de l'eau potable, entre autres. Le total des dons atteint des millions en dollars américains, et il y avait également un point focal principal sur l'épidémie historique et en cours de choléra dans la région. Le pape François a exprimé sa solidarité et ses condoléances aux victimes du cyclone,. Plusieurs nations ont également exprimé leurs condoléances au Malawi, au Mozambique et à Madagascar.
- Afrique du Sud : a fourni un avion pour la recherche et le sauvetage au Malawi[93]. Cyril Ramaphosa, président de l'Afrique du Sud a adressé ses condoléances au peuple et aux gouvernements du Malawi et du Mozambique[94] ;
- Chine : la Croix-Rouge chinoise a envoyé respectivement 100 000 et 50 000 $US au Malawi et au Mozambique. Un hôpital a également fait don d'un système de formation et d'évaluation en laparoscopie à Maputo[95] ;
- Corée du Sud : a fourni 200 000 $US d'aide humanitaire au Malawi[96] ;
- États-Unis : fournira du matériel pour un abri d'urgence par l'intermédiaire des Catholic Relief Services[97] ;
- Israël : a utilisé IsraAid pour répondre aux besoins d'hygiène, d'eau et d'assainissement et de créer des points de distribution d'eau potable pour lutter contre les propagation du choléra[98] ;
- Japon : le gouvernement du Japon a fourni des bâches en plastique, des tentes, des purificateurs d'eau et des jerricans portables au Malawi par l'intermédiaire de l'Agence japonaise de coopération internationale[99] ;
- Mozambique : bien que sinistré par Freddy, ce pays a fourni un avion pour l'aide d'urgence au Malawi[100] ;
- Norvège : don de 60 000 000 kr (5 792 610 $US) répartis entre Madagascar, le Mozambique et le Malawi. Le pays a également annoncé 60 millions de couronnes supplémentaires pour l'insécurité alimentaire[101] ;
- Royaume-Uni : a fourni une équipe de recherche et de sauvetage de 27 personnes (et 6 d'un groupe d'ambulanciers) le 17 mars au Malawi. Le pays a également fourni un abri d'urgence à 3 600 citoyens et de l'eau potable à 12 750 également en plus de bateaux spécialisés[102].
- Tanzanie : a envoyé une cargaison de 1 000 tonnes métriques de farine, 6 000 couvertures, 50 tentes et deux hélicoptères pour les opérations de sauvetage au Malawi. Deux avions de sauvetage ont également été envoyés au Mozambique[103]. La présidente Samia Suluhu Hassan a envoyé un message de condoléances au président de la République du Malawi Lazarus Chakwera[104] ;
- Union européenne : 200 000 € (213 810 $US) ont été fournis initialement par l'UE pour aider les victimes[105]. Elle a ensuite alloué 1,3 million € supplémentaires au Mozambique, 700 000 € au Malawi et 500 000 € à Madagascar[106]. Un autre montant 5,5 millions $US a été donné au Malawi par le Fonds central d'intervention d'urgence (CERF) le 19 mars[107].
- Zambie : a fourni plusieurs articles de secours, ainsi que 100 tonnes métriques de maïs au Malawi. A également envoyé deux avions pour l'aide humanitaire[100],[108].

## Statistiques
Freddy est l'un des quatre seuls systèmes ayant traversé l'intégralité du sud de l'océan Indien d'est en ouest, les autres étant les cyclones Leon-Eline et Hudah de la saison 1999-2000 (en) ainsi que Litanne de la saison 1993-1994 (en),. Il détient aussi le record mondial de longueur de vie d'un cyclone tropical, avec plus de 36 jours, battant le précédent record établi à 30 jours par l'ouragan John en 1994 dans l'océan Pacifique.
Au 23 février, l'énergie cumulative des cyclones tropicaux (ACE) de Freddy atteint 66, battant le précédent record pour l'hémisphère sud établi à 53 par Fantala en 2016. Après reformation le 2 mars, le cyclone continue à accumuler de l'ACE, atteignant 84,7 au 13 mars. Cela lui permet de battre l'ancien record mondial de 82, établi par l'ouragan Ioke en 2006 dans l'océan Pacifique.
Finalement, Freddy est le premier cyclone tropical de l'hémisphère sud à subir sept cycles distincts d'intensification rapide qui se sont produits en raison d'une hausse cyclique du cisaillement du vent qui a affaibli la tempête avant de se calmer,.